# ИТЛ и Строительство Сталинской насосной станции
ИТЛ и Строительство Сталинской насосной станции — специализированный исправительно-трудовой лагерь с управлением строительства в системе ГУЛАГа, организованный в 1937 для ускоренного строительства и пуска в эксплуатацию Сталинской водонасосной станции (в настоящее время — Восточная водопроводная станция).

## История
Лагерь был организован 5 июля 1937; управление строительства дислоцировалось в селе Щитниково Московской области, на Стромынском шоссе.
Строящаяся водонасосная станция предназначалась для питания водой восточных и юго-восточных районов Москвы. Постановлением Президиума Моссовета мощность станции была утверждена в 60 миллионов вёдер воды в сутки (738 000 м³). По причине особой важности объекта строительство велось при любых погодных условиях, большой объём земляных, бетонных и других видов работ выполнялся вручную.
Со дня организации лагеря его начальником был А. А. Усиевич (с 05.07.1937 по 22.08.1939). Его заместитель — И. Б. Явиц, затем был назначен исполняющим обязанности начальника Строительства.
После окончания строительства Сталинская водонасосная станция была сдана для эксплуатации тресту «Мосводопровод» (акт приёмо-передачи подписан 25 января 1939). Началось постепенное сворачивание лагерных структур.
Управление строительства было ликвидировано приказом от 29 июня 1939. Ликвидационный комитет был распущен 10 сентября 1939, однако заключённые оставались на строительстве до конца года (последнее упоминание в сводках УРО (Учётно-распределительный отдел ГУЛАГа) датировано 1 января 1940).

### Численность заключённых
- 01.10.1937 — 10 706 з/к
- 01.01.1938 — 7 001 з/к
- 01.07.1938 — 9 601 з/к
- 01.01.1939 — 2 727 з/к
- 01.01.1940 — 1 726 з/к (Учётно-распределительный отдел ГУЛАГа)[1]